# Подлесцы (Тернопольская область)
Подлесцы (укр. Підлісці) — село в Кременецкой городской общине Кременецкого района Тернопольской области Украины.
Код КОАТУУ — 6123486202. Население по переписи 2001 года составляло 992 человека.

## Географическое положение
Село Подлесцы находится в 2-х км от правого берега реки Иква,
на расстоянии в 1 км от села Великие Млыновцы и в 1,5 км от города Кременец.
Через село проходит автомобильная дорога Р-26.

## История
- 1825 год — дата основания.

## Объекты социальной сферы
- Школа I—II ст.
- Клуб.
- Фельдшерско-акушерский пункт.

## Достопримечательности
- Братская могила советских воинов.